# Biserica de lemn din Odăile
Biserica de lemn din Odăile este un monument istoric aflat pe teritoriul satului Odăile, comuna Puchenii Mari. În Repertoriul Arheologic Național, monumentul apare cu codul 134988.02.